# Choornikkara
Choornikkara es una ciudad censal situada en el distrito de Ernakulam en el estado de Kerala (India). Su población es de 43207 habitantes (2011). Se encuentra a 21 km de Cochín y a 56 km de Thrissur.

## Demografía
Según el censo de 2011 la población de Choornikkara era de 43207 habitantes, de los cuales 21151 eran hombres y 22056 eran mujeres. Choornikkara tiene una tasa media de alfabetización del 95,60%, superior a la media estatal del 94%: la alfabetización masculina es del 97,53%, y la alfabetización femenina del 93,87%.